# 4-(1-环戊烯基)吗啉
4-(1-环戊烯基)吗啉或N-(1-环戊烯基)吗啉是一种有机化合物，化学式为C9H15NO。它可以环戊酮和吗啉为原料反应制得。它和4,5-二氰基哒嗪反应，可以得到2,3-二氢-1H-茚-5,6-二腈。它和异氰酸苯酯反应，得到N-苯基-2-(4-吗啉基)环戊烯甲酰胺。